# تاراس ميخاليك

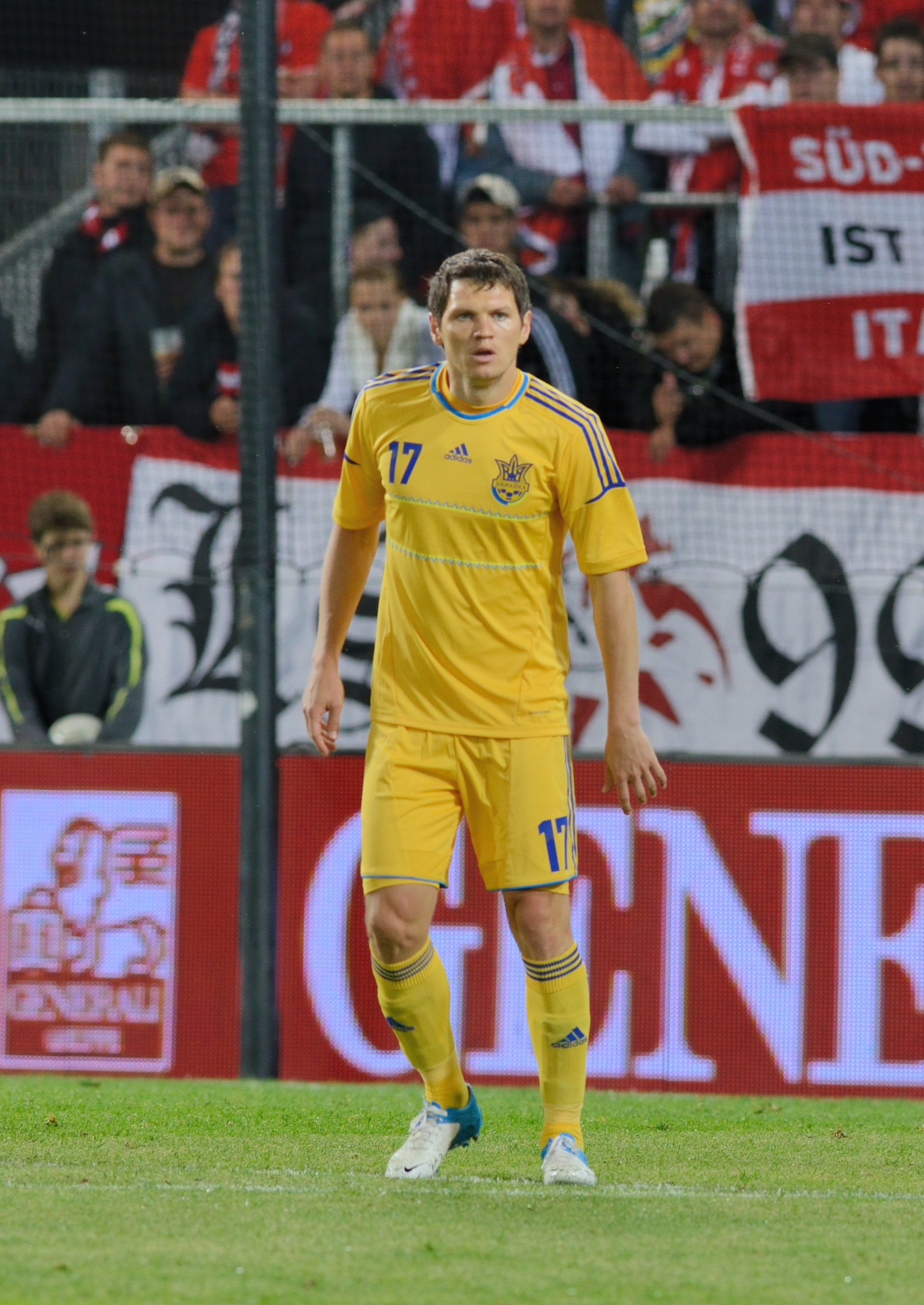

تاراس فولوديميروفيتش ميخاليك (بالأوكرانية: Тарас Володимирович Михалик) (مواليد 28 أكتوبر 1983 في ليوبيشيف، الاتحاد السوفيتي) لاعب كرة قدم أوكراني يجيد اللعب في مركز قلب الدفاع ويلعب حاليا في دينامو كييف الأوكراني منذ 2005.

## روابط خارجية
- تاراس ميخاليك على موقع الاتحاد الدولي (مؤرشف)  (الإنجليزية)
- تاراس ميخاليك على موقع الاتحاد الأوربي (الإنجليزية)
- تاراس ميخاليك على موقع اتحاد أوكرانيا (الإنجليزية)
- تاراس ميخاليك على موقع قاعدة بيانات كرة القدم.إي يو (الإنجليزية)
- تاراس ميخاليك على موقع ناشيونال فوتبول تيمز (الإنجليزية)
- تاراس ميخاليك على موقع Soccerway.com (الإنجليزية)
- تاراس ميخاليك على موقع عالم كرة القدم.نت (الإنجليزية)
- تاراس ميخاليك على موقع AS.com (الإسبانية)